# Òrbita polar heliosíncrona

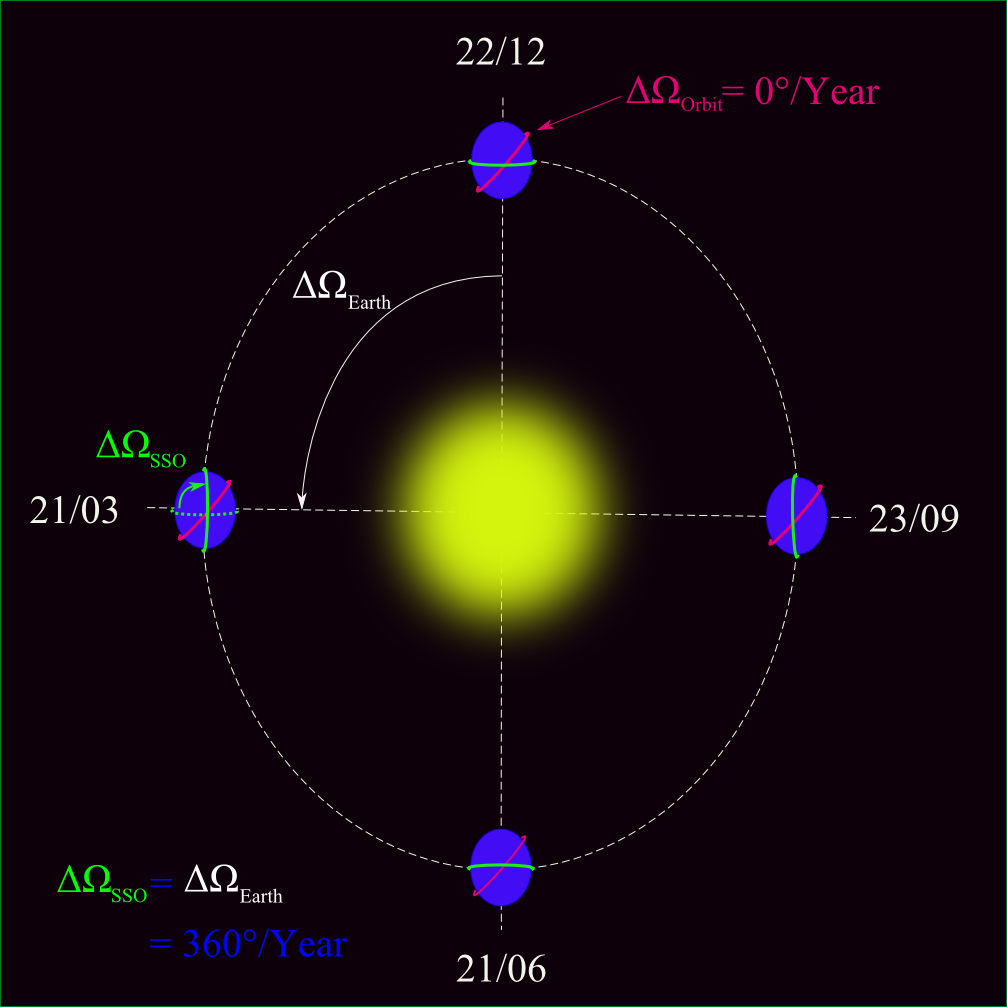
Diagrama mostrant l'orientació relativa d'una òrbita polar heliosíncrona (en verd) en quatre moments de l'any. Una òrbita polar no heliosíncrona (en magenta) es mostra com referència.

Una òrbita polar heliosíncrona (SSPO, de l'anglès Sun-Synchronous Polar Orbit) és un tipus especial d'òrbita polar que manté fixa la seva orientació respecte al moviment aparent del Sol, és a dir, l'angle entre el pla de l'òrbita i l'eix Terra-Sol resta constant al llarg de tot l'any. Això permet als satèl·lits en aquestes òrbites fotografiar la superfície terrestre amb una il·luminació quasi constant (i així poder comparar fotografies d'un mateix lloc preses a moments diferents). A més, aquesta característica simplifica el disseny dels satèl·lits, ja que orientar les plaques solars envers el Sol esdevé més fàcil.
Gairebé tots els satèl·lits d'observació òptica utilitzen una òrbita d'aquest tipus. Com a exemples podem citar Envisat, SPOT, Landsat, Ikonos i molts d'altres.
No s'ha de confondre aquest tipus d'òrbita amb una òrbita síncrona al voltant del Sol, anomenada també «òrbita heliosíncrona» per analogia amb l'òrbita geosíncrona.